# Mun Gyeong-eun
Mun Gyeong-eun (문경은?; Seul, 27 agosto 1971) è un ex cestista sudcoreano.

## Carriera
Con la Corea del Sud ha giocato le Olimpiadi del 1996 e due edizioni dei Mondiali: 1994 e 1998.
Si è ritirato nel 2010, dopo aver giocato per la Yonsei University e in seguito in Korean Basketball League con i Suwon Samsung Thunders, gli Incheon ET Land Black Slamer ed i Seul SK Knights.